# 长春高新
长春高新技术产业（集团）股份有限公司（深交所：000661），简称长春高新，是中华人民共和国的一家以医药产业为主，实施产业投资的企业集团，1993年6月由长春高新技术产业发展总公司独家发起设立。集团现拥有金赛药业、百克生物、华康药业等控股子公司，曾持有长生生物的股权。

## 历史与概况
长春高新成立于1993年6月，系经长春市体改委长体改［1993］33 号文批准，由长春高新技术产业发展总公司采取定向募集方式吸收部分社会法人参股组建的股份制企业。1996年12月18日，长春高新在深圳证券交易所上市。
1996年、1997年，长春生物制品研究所、长春生物高技术应用研究所先后转让了所持长生实业股份。经过八次股权转让、两次增资，2002年2月，长春高新持股59.68%，为长生实业第一大股东。2003年，长春高新决定将长生生物科技出售予公司副董事长、总经理高俊芳。2003年12月16日，长春高新董事会通过决议，拟全部转让公司持有长生生物科技59.68%的股权，每股转让价格为2.4元。其中高俊芳受让1734万股股权，占总股本的34.68%，转让金额为4161.6万元；亚泰集团受让1250万股，占总股本的25%，转让金额为3000万元。2006年8月，亚泰集团将股权转卖给高俊芳，退出长生生物。但此举有侵吞国资的嫌疑，因此在2017年10月，长春高新区国资委针对此事，向长春高新提取过相关的股权转让历史资料，此后没有任何进展。
1997年4月28日，长春高新与金赛生物共同成立金赛药业，长春高新持股比例为65%。金赛药业曾在2010年计划上市。2019年，金赛药业向金磊、林殿海发行股份及可转换债券购买其持有的金赛药业29.50%股权，最终由长春高新购得。长春高新近年来的业绩主要由金赛药业贡献，在公司净利润中占比超过90%，主营业务为生长素，因而在市场中有“东北茅、生长茅、药茅”的别称。但生长激素由于被媒体报道具有较大副作用，而报道指出“一家龙头企业超过90%收入来自生长激素”，尽管文章没有点名，但市场异口同声指向长春高新，称其“被点名”，因而股价在2021年8月下跌。由于生长素的负面报道，长春高新曾出现股价四次大跌。
2023年3月20日，长春高新发布公告称，为聚焦生物医药核心业务板块，优化产业布局与资源配置，公司拟向公司控股股东超达集团转让所持有的的全资子公司长春高新房地产开发有限责任公司100%股权。

## 业务
长春高新主营业务为药品的研发、生产和销售，旗下有以基因工程生物药品业务为主的金赛药业、以疫苗业务为主的百克生物、以中成药业务为主的华康药业，以及房地产企业高新地产等公司。
旗下金赛药业是该公司的核心企业，产品涉及人生长激素缺乏、辅助生殖、女性健康、创面愈合（医疗美容）、青少年成长发育等领域。金赛药业在重组人生长激素领域处于行业领先地位，打破了进口药品的长期垄断。2022年该产品获得美国FDA豁免I、II期临床试验意见，可在美国直接进行III期临床试验。金赛药业产品还包括注射用促卵泡激素，醋酸曲普瑞林注射液，注射用醋酸西曲瑞克，外用人粒细胞巨噬细胞刺激因子凝胶等，同时推出了长效卡式瓶和注射笔。
百克生物（含子公司惠康生物）的主要产品为水痘减毒活疫苗、冻干鼻喷流感减毒活疫苗、带状疱疹减毒活疫苗、人用狂犬病疫苗（Vero细胞）。百克生物的带状疱疹疫苗在全球范围内具有一定竞争力，是全球仅有的三家带状疱疹疫苗生产厂家之一（另两家为默沙东及葛兰素史克）。
而旗下子公司华康药业以中成药业务为主，主要产品包括血栓心脉宁片（胶囊）、银花泌炎灵片、疏清颗粒、清胃止痛微丸等，涵盖心脑血管、中药抗炎及妇女、儿童健康等领域。在中药创新发展大背景下，华康药业持续推动中成药研发。其中，银花泌炎灵片新增慢性前列腺炎适应症项目已完成III期临床研究入组，中药改良型新药疏清口服液开发项目已完成试制准备工作。

## 争议事件
2011年至2013年期间，长春高新控股子公司华康药业未报原批准部门审核批准，改变生产工艺，用中药提取物芦丁替代槐花入药，生产血栓心脉宁片、血栓心脉宁胶囊767批，销售金额总计4.2亿元。华康药业涉嫌违反《中华人民共和国药品管理法》规定，触犯《中华人民共和国刑法》“涉嫌生产、销售假药罪”，敦化市公安局决定对华康药业主要负责人金某某、张某某采取刑事强制措施，后向敦化市人民检察院移送审查起诉。敦化市人民检察院认为，华康药业确实属于改变了生产工艺，但是否因此影响了药品质量无法证实。而且无论是向职能部门送检还是职能部门抽检，检验结果均为合格产品，公司的检验结果也全部合格。本案已两次退回公安机关补充侦查，但药品质量是否受到影响的证据，侦查机关未能提供。2017年10月，敦化市人民检察院对此做出了不起诉的决定，但长春高新对华康药业被公安机关立案侦查一事没有予以披露。
2022年8月17日，微信公众号“华招医药网”文宣称，浙江第三批药品带量采购品种目录并未对外公布，但据业内传出消息，第三批将分化药和生物药两组展开，其中生物药包含人干扰素a1b（重组人干扰素a1b）。此后，微信公众号“药闻康策”转发“华招医药网”上述文章，该消息迅速传播。由于上述传闻，长春高新在一个月内市值蒸发250亿元，令众多投资者蒙受重大损失。不过相关消息并未得到证实，自媒体的相关行为属于做空股价。尽管当事人很快删除了公众号文章，但有关事件被媒体公开报道后，迅速引起热烈讨论。律师高飞也公开征集受害者向造谣者发起索赔，累计有1800人受影响的投资者加入维权群，其中有200多位投资者发出委托材料，人均索赔金额在15万元左右。11月3日，该案由南京市鼓楼区人民法院正式立案，成为中国A股市场首例投资者向造谣传谣者索赔案。2023年4月17日，该案正式开庭审理。